# Tumulus des Hogues
Le tumulus des Hogues est un tumulus du Néolithique situé dans la commune d'Habloville, dans l'Orne, en Normandie, en France.

## Localisation
Le tumulus des Hogues est situé dans l'Orne, à 2 km au nord du bourg d'Habloville, à proximité du dolmen de la pierre des Bignes.

## Protection
Le tumulus est classé au titre des monuments historiques depuis le 19 juin 1968.